# VII. Sándor havasalföldi fejedelem
VII. Sándor (románul: Alexandru Ipsilanti; 1726 – 1807. január 13.) két alkalommal havasalföldi, X. Sándor néven egy alkalommal pedig moldvai fejedelem (a fanarióta uralkodók tagja).

## Élete
1780-ban lépteti hatályba Moldvában a „Szüntagmation Nomikon” című törvénykönyvet, hogy csökkentsék az országban uralkodó szokásjog egyeduralmát, továbbá igyekeztek elválasztani a bíráskodást a közigazgatástól.